# 조앤 리버스
조앤 리버스(Joan Rivers, 1933년 6월 8일 ~ 2014년 9월 4일)는 미국의 코미디언, 배우다. 영화 감독 에드가 로젠버그의 아내이며 슬하에 딸 멀리사 리버스가 있다.